# Lista de seleções participantes da Copa do Mundo de 1990
A Copa do Mundo FIFA de 1990 foi disputada na Itália por 24 seleções de futebol.
Cada uma das seleções teve o direito de alistar 22 jogadores. Cada jogador envergou o mesmo número na camisa durante todos os jogos do torneio.